# かりふぉるにあ丸
かりふぉるにあ丸は、日本の鉱石運搬船である。
全長218.25m、幅32.2m、総重量62,147トン。1965年、第20次計画造船により、第一中央汽船の発注で三菱重工業横浜造船所で完成した。

## かりふぉるにあ丸沈没事故
1970年1月24日、ロサンゼルス港を出港。乗員29名。同年2月9日、低気圧の中、千葉県野島崎東方320km地点（北緯35度10分東経143度55分）で大波を2度受け航行不能となり、SOS発信。ニュージーランド船「オーテ・アロア」、自動車運搬船「えくあどる」などが救助に向かった。
かりふぉるにあ丸は救命艇を2隻搭載していたが、荒天のため降下に失敗して流され喪失、乗員6名が海中に落下する事態になり、アメリカ軍の救難機が搭載していた5個の救命ボートを投下。しかし船体に投下出来ず、「オーテ・アロア」から荒天下決死の覚悟で発進した救難艇によって、この時点でかりふぉるにあ丸に残っていた23人を救助しようとしたが、住村博士船長（当時45歳）と三等航海士が退船を拒否、救難艇の固定用に下ろしたロープが救難艇に絡んだため、船長の指示で三等航海士はロープを切断するために厨房から持ち出した包丁を持って下船。直後にロープは自然に外れたが、船長は自ら沈み行く船と行動を共にするとして下船せず、結果的に殉職した。船長の最期の言葉は「みんな行ってくれ、わしゃ残るわ」であったとされる。
船長が船と共に死ぬことを選んだ背景には、当時の船員法第12条に「船長の最後退船義務」が規定されていたこと、太平洋戦争において艦長が船と最期を共にすることが事実上不文律化していたなどが挙げられる。結局、この事件などが契機となり、同年に船員法12条から最後退船義務の一節が削除された。
救命艇降下作業中に転落した船員6人のうち2人が、13時間後に川崎汽船所属の貨物船「えくあどる」に発見され、アメリカ軍救難機の支援の下救助されたが、残りの4名はその後も発見されず、行方不明となっている。

## その他
- 前年正月には第19次計画造船で就航したぼりばあ丸も、同じ海域で沈没している。
- 1970年2月10日、かりふぉるにあ丸の事故を取材するために、フジテレビがチャーターしたエアロスバルが千葉県沖で墜落、搭乗員3人全員が死亡する事故が発生している[3]。
- 1970年2月12日、海上保安庁は、かりふぉるにあ丸の救助に当たった「オーテ・アロア」の乗組員に対し感謝状と記念品を贈った[4]。